# Almuñécar
Almuñécar ist ein Ort in der spanischen Autonomen Region Andalusien an der Costa Tropical, einem Küstenstreifen zwischen Nerja (Provinz Málaga) und Motril (Provinz Granada) mit subtropischem Klima. Der Ort liegt an der Mündung des Río Verde. Der westlich gelegene Nachbarort La Herradura ist heute ein Ortsteil.
Das Klima in Almuñécar ist mediterran bis subtropisch. Durchschnittlich 340 Sonnentage und milde Temperaturen – stets über 12 °C und im Durchschnitt 17,6 Grad Celsius – prägen die Stadt.

## Geschichte

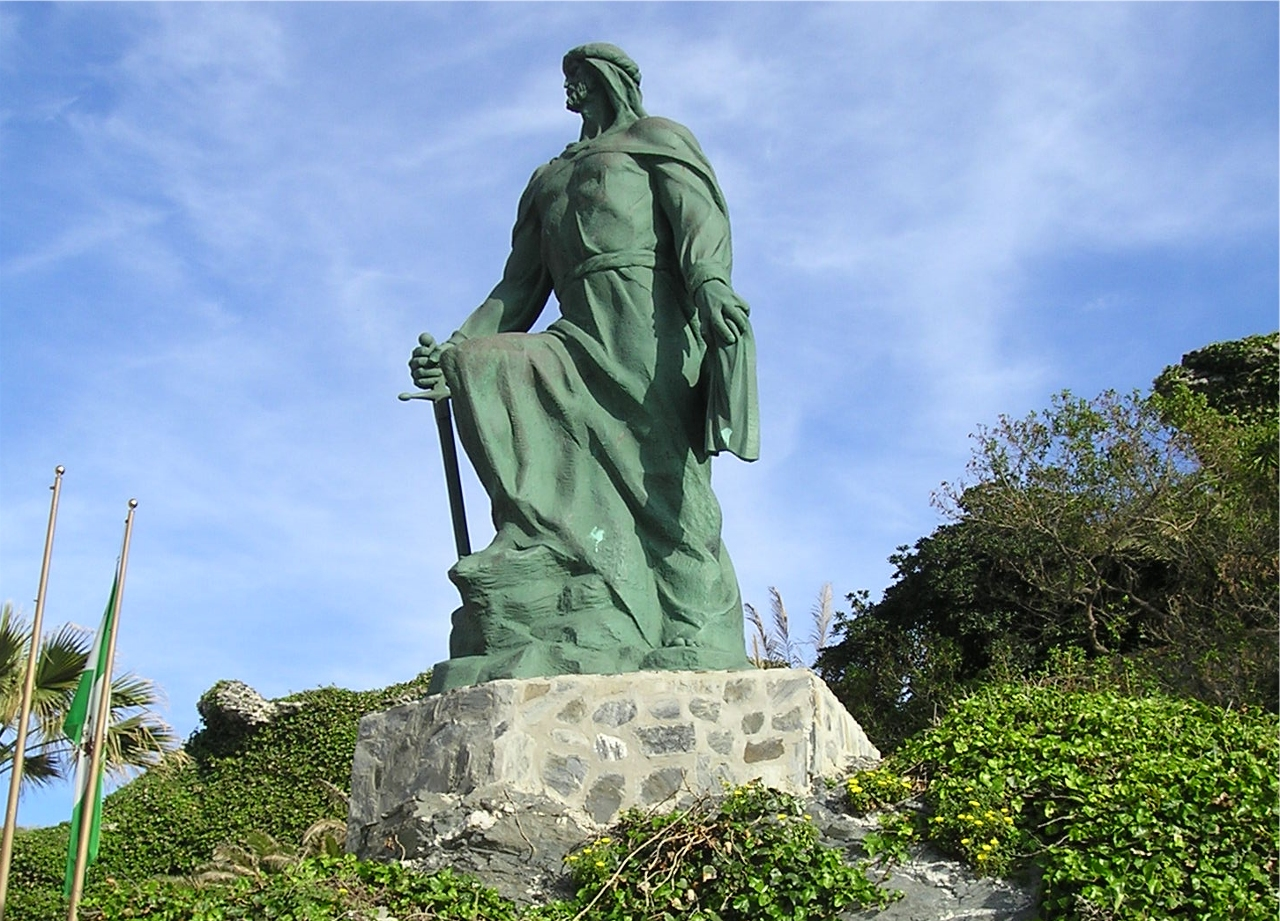
Statue von Abd ar-Rahman I.

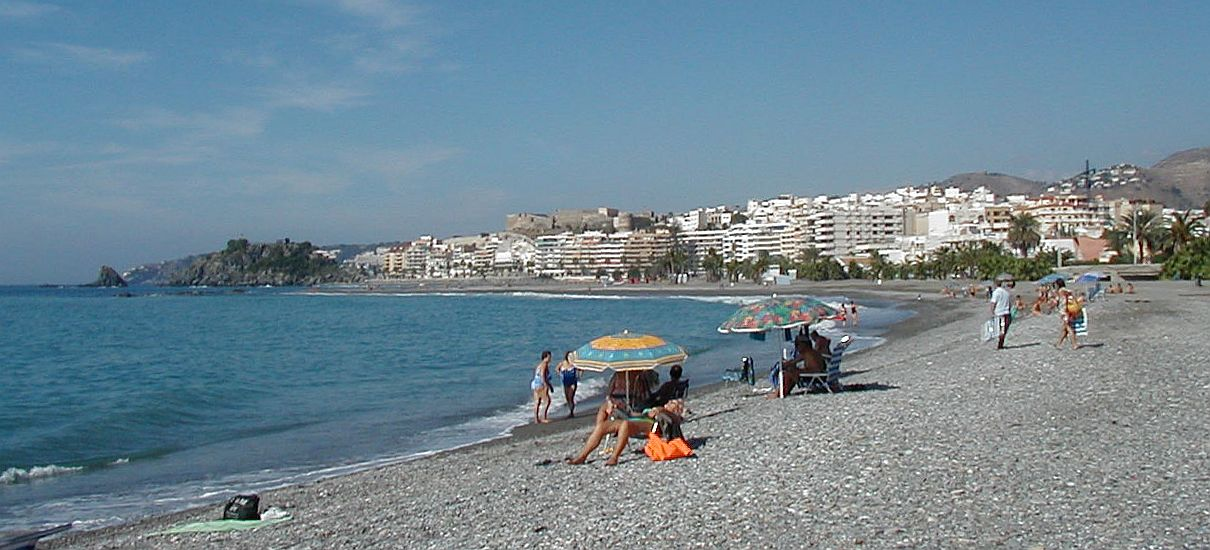
Almuñécar Playa Velilla

Almuñécar entstand aus einer phönizischen Siedlung namens Sexi oder Hexi, auch heute nennen sich die Einwohner teilweise noch Sexitanos. Aus römischer Zeit, als Sexi zunächst zur Provinz Hispania Ulterior und später Baetica gehörte, hat sich ein Aquädukt erhalten. Strabo berichtet, dass der Stadtname auch zum Handelsnamen für Salzfisch geworden sei.
Unter der maurischen Herrschaft blühte der Fischerort auf, jetzt unter dem Namen المنكب / al-Munakkab. Der Legende zufolge soll hier der überlebende Umayyade ʿAbd ar-Raḥman 755 erstmals andalusischen Boden betreten haben.

## Infrastruktur und Wirtschaft

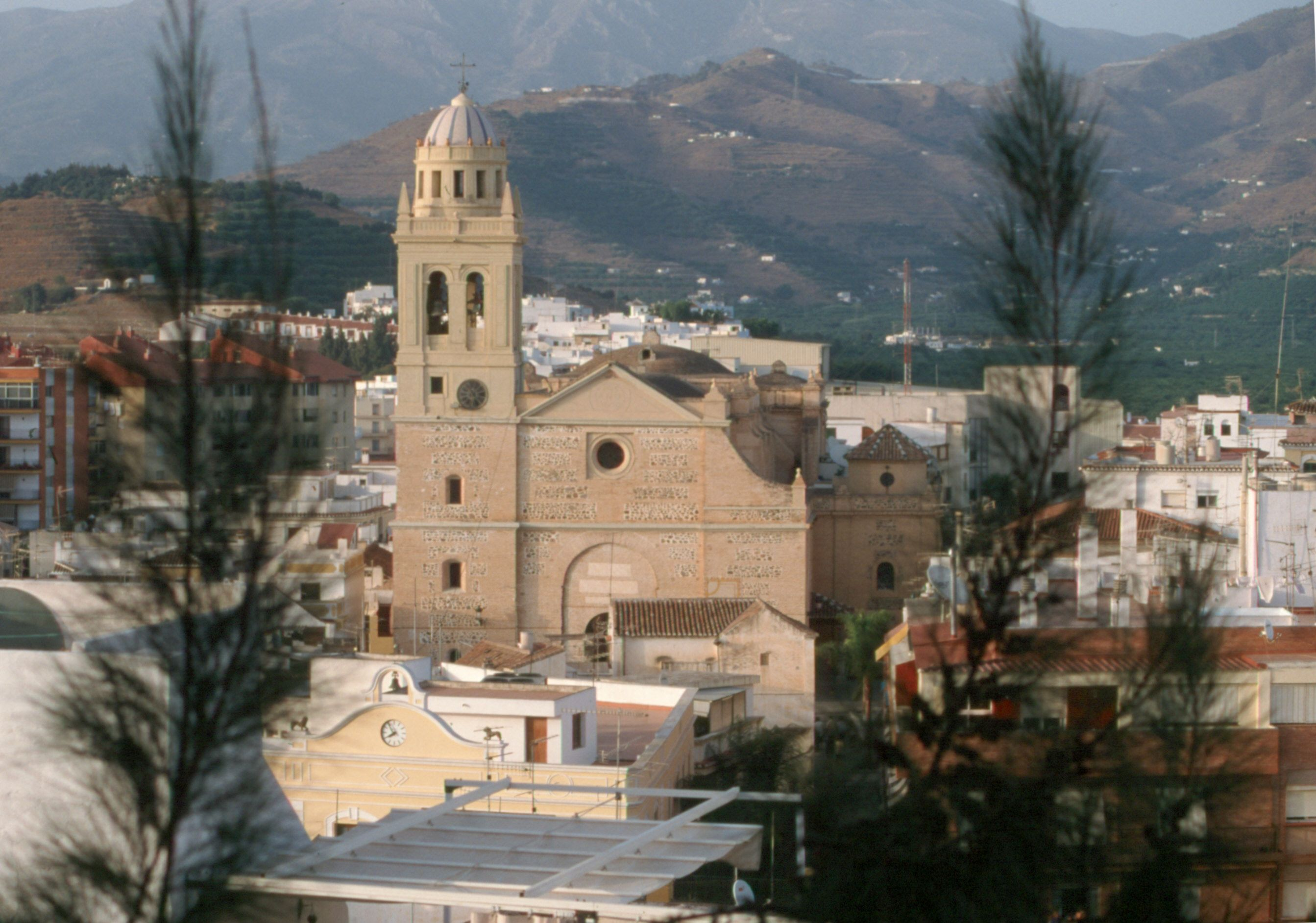
Kirche in Almuñécar

Seit dem Tod Francisco Francos im Jahr 1975 ist die Ortschaft Almuñécar innerhalb der Provinz Granada zu einem der wichtigsten Touristenorte im Hochsommer geworden. Der Ort besitzt gute Verkehrsanbindungen und ein eigenes Fußballstadion.
Almuñécar ist darüber hinaus ein wichtiger Produktionsort für subtropische Früchte wie Avocados, Cherimoyas, Mangos, Kiwis etc.

## Strände
Almuñécar verfügt über 19 km Küstenlinie und 26 Strände. Die Strände Velilla, San Cristóbal und La Herradura sind vom spanischen Institut für Qualität im Tourismus ausgezeichnet worden. Daneben gibt es für die andalusische Küste typische Buchten und sogar Nacktbadestrände.

## Sehenswürdigkeiten
- Castillo de San Miguel, erbaut im 16. Jahrhundert
- Parroquia de la Encarnación, im Mudéjarstil, 16. Jahrhundert

## Städtepartnerschaften
- Fürstenfeldbruck in Bayern,  Deutschland (Seit 25. Juni 2005)
- Livry-Gargan in Île-de-France,  Frankreich
- Cerveteri in Latium,  Italien
- Al-Hoceima,  Marokko
- Baracoa,  Kuba
- Chinguetti,  Mauretanien
- Hendersonville  North Carolina,  Vereinigte Staaten
- Chan Yunis,  Palästina
- Kélibia,  Tunesien
- Kuwait,  Kuwait
- Larache,  Marokko
- Puerto de la Cruz,  Spanien